# Castelnuovo Cilento
Castelnuovo Cilento község (comune) Olaszország Campania régiójában, Salerno megyében.

## Fekvése
A település a Cilento és Vallo di Diano Nemzeti Park területén fekszik, a megye délnyugati részén fekszik. Határai: Ascea, Casal Velino, Ceraso, Salento és Vallo della Lucania.

## Története
Egyes történészi vélemények szerint a települést a közeli Novi Velia lakosai alapíthatták a 11. században, viszont az első írásos említése csak a 13. századból származik. A következő századokban nemesi birtok volt. Önálló községgé a 19. század elején vált, amikor a Nápolyi Királyságban felszámolták a feudalizmust. 

## Népessége
A népesség számának alakulása:

## Főbb látnivalói
- Castello (13. századi vár)
- Santa Chiara-templom
- Santa Maria Maddalena-templom
- Sant’Antonio Abate-templom